# Tour d'Eure-et-Loir 2023
 (juillet 2024).
Si vous disposez d'ouvrages ou d'articles de référence ou si vous connaissez des sites web de qualité traitant du thème abordé ici, merci de compléter l'article en donnant les références utiles à sa vérifiabilité et en les liant à la section « Notes et références ».
Le Tour d'Eure-et-Loir 2023 est la 54e édition du Tour d'Eure-et-Loir cycliste. Elle s'est déroulé du 9 au 11 juin 2023.
Le vainqueur de cette édition est Noa Isidore (AG2R Citroën U23 Team) comptabilisant un total de 12 heures 01 min 46s, suivi du Belge Jasper Dejaegher (Circus-Reuz-Technord) qui finit deuxième à 1 seconde près. Le Français Valentin Tabellion (Van Rysel-Roubaix), qui avait fini deuxième l'an dernier, complète le podium.

## Équipes
| Code | Équipe                                  | Groupe Sportif                      | Pays             | Création |
| ---- | --------------------------------------- | ----------------------------------- | ---------------- | -------- |
| DAD  | AG2R Citroën U23 Team                   | N1                                  | France           | 2001     |
| ARA  | ARA-Skip Capital                        | Continentale                        | Australie        | 2018     |
| ATT  | ATT Investments                         | Continentale                        | Tchéquie         | 2011     |
| AIX  | AVC Aix-en-Provence                     | N1                                  | France           | 1925     |
| BEB  | Bolton Equities-Black Spoke             | Continentale                        | Nouvelle-Zélande | 2020     |
| CHA  | C’Chartres Cyclisme                     | N2                                  | France           | 1897     |
| UCN  | CIC U Nantes Atlantique                 | Continentale                        | France           | 1909     |
| CRT  | Circus-ReUz-Technord                    | Continentale                        | Belgique         | 2023     |
| TCQ  | ColoQuick                               | Continentale                        | Danemark         | 2005     |
| COT  | Cré'Actuel-Marie Morin-U 22             | N1                                  | France           | 2003     |
| PTU  | Ecoflo Chronos                          | Continentale                        | Canada           | 2022     |
| ICA  | Israel-Premier Tech Academy             | Continentale                        | Israël           | 2020     |
| MSP  | Mazowsze Serce Polski                   | Continentale                        | Pologne          | 2017     |
| MFG  | Morbihan Fybolia GOA                    | N1                                  | France           | 2022 (?) |
| PSB  | Pauwels Sauzen-Bingoal                  | Continentale / Pro Team Cyclo-Cross | Belgique         | 2006     |
| AUB  | St-Michel-Mavic-Auber 93                | Continentale                        | France           | 1994     |
| SUI  | Équipe Nationale Suisse / Swiss Cycling | Nationale                           | Suisse           | 1883     |
| BLN  | Team Bridgelane                         | Continentale                        | Australie        | 2000     |
| UDT  | Uno-X-Dare Development Team             | Continentale                        | Norvège          | 2018     |
| VRL  | Van Rysel-Roubaix Lille Métropole       | Continentale                        | France           | 2007     |
| ROU  | VC Rouen 76                             | N1                                  | France           | 1869     |
| VPL  | VCP Loudéac                             | N1                                  | France           | 2000     |
| UAD  | Vendée U                                | N1                                  | France           | 1991     |

## Étapes
| Étape,    | Date         | Villes étapes                |                 | Distance (km) | Vainqueur d’étape | Leader du classement général |
| --------- | ------------ | ---------------------------- | --------------- | ------------- | ----------------- | ---------------------------- |
| 1re étape | ven. 9 juin  | Châteaudun – Luisant         | Étape de plaine | 161.2         | Noa Isidore       | Noa Isidore                  |
| 2e étape  | sam. 10 juin | Gallardon – Argenvilliers    | Étape de plaine | 189.1         | Samuel Leroux     | Noa Isidore                  |
| 3e étape  | dim. 11 juin | Orgères-en-Beauce – Chartres | Étape de plaine | 172.5         | Jasper Dejaegher  | Noa Isidore                  |

## Classement général
| Classement général, | Classement général,   | Classement général, | Classement général,               | Classement général, |
|                     | Coureur               | Pays                | Équipe                            | Temps               |
| ------------------- | --------------------- | ------------------- | --------------------------------- | ------------------- |
| 1er                 | Noa Isidore           | France              | CIC U Nantes Atlantique           | en 12 h 1 min 46 s  |
| 2e                  | Jasper Dejaegher      | Belgique            | Circus-ReUz-Technord              | + 1 s               |
| 3e                  | Valentin Tabellion    | France              | Van Rysel-Roubaix Lille Métropole | + 6 s               |
| 4e                  | Nicklas Amdi Pedersen | Danemark            | ColoQuick                         | + 8 s               |
| 5e                  | Jérémy Leveau         | France              | Van Rysel-Roubaix Lille Métropole | + 11 s              |
| 6e                  | Alexis Gougeard       | France              | VC Rouen 76                       | + 13 s              |
| 7e                  | Florian Dauphin       | France              | Cré'Actuel-Marie Morin-U 22       | + 15 s              |
| 8e                  | Oliver Knight         | Royaume-Uni         | AVC Aix-en-Provence               | + 15 s              |
| 9e                  | Théo Delacroix        | France              | Saint Michel-Mavic-Auber 93       | + 15 s              |
| 10e                 | Marcin Budziński      | Pologne             | Mazowsze Serce Polski             | + 28 s              |
| modifier            |                       |                     |                                   |                     |